# 東部製鉄
東部製鉄（とんぶせいてつ）は、大韓民国の製鉄、加工メーカーの一つ。かつて東部グループの一員であったがグループの業績不振により、2019年に第三者割当増資を引き受けたKGグループの事実上傘下となっている。

## 概要
東部製鉄は、日本などから熱延コイルを調達して冷延鋼板を生産するメーカーであったが、2009年には唐津市に電気炉による世界最大の熱延鋼板生産ラインを有する製鉄所を完成させ、韓国で三番目の一貫製鉄所を有する製鉄メーカーとなった。余勢をかって非メモリー半導体事業への参入など経営の多角化も計画していたが、当時は世界的な景気減速期に差し掛かっていたこともあり次第に経営が悪化した。
東部グループ本体も不振に陥り支援は得られず、ポスコへの身売りも破談。老朽化して採算が見込めない仁川工場は、東部仁川スチールとして別会社となった。2014年には銀行の管理下に入り電気炉も止めざるを得ず、鋼板の加工業者への転換を強いられた。2017年にはイラン企業への電炉設備、熱延ミルの売却も試みられたが、アメリカ合衆国がイランへの制裁を強化し始めた時期と重なり不調に終わった。
2019年6月13日、KGグループとプライベート・エクイティ・ファンドが組んだコンソーシアムが東部製鉄の事実上買収を発表。KGグループは、東部製鉄の第三者割当増資3,600億ウォンのうち2,000億ウォンを引き受ける契約を結んでいる。